# Chambœuf, Loire
Chambœuf là một xã trong tỉnh Loire miền trung nước Pháp.